# Сокол Віктор Петрович
Віктор Петрович Сокол (біл. Віктар Пятровіч Сокал, нар. 6 грудня 1954, Мінськ) — радянський, з 1991 року — білоруський, футболіст, нападник. По завершенні ігрової кар'єри — футбольний тренер.
Як гравець насамперед відомий виступами за «Динамо» (Мінськ).
Чемпіон СРСР.

## Ігрова кар'єра
У дорослому футболі дебютував 1978 року виступами за команду клубу «Динамо» (Брест), в якій провів один сезон, взявши участь лише у одному матчі чемпіонату. 
Своєю грою за цю команду привернув увагу представників тренерського штабу клубу «Динамо» (Мінськ), до складу якого приєднався 1979 року. Відіграв за мінських «динамівців» наступні дванадцять сезонів своєї ігрової кар'єри. Більшість часу, проведеного у складі мінського «Динамо», був основним гравцем атакувальної ланки команди. За цей час виборов титул чемпіона СРСР.
Протягом 1991—1992 років захищав кольори польської «Ягеллонії».

## Кар'єра тренера
Розпочав тренерську кар'єру невдовзі по завершенні кар'єри гравця, 1994 року, очоливши тренерський штаб клубу «Динамо-93» (Мінськ).
Наступним місцем тренерської роботи був клуб «Динамо» (Брест), команду якого Віктор Сокол очолював як головний тренер 2001 року.

## Титули і досягнення

### Командні
- Чемпіон СРСР (1):

«Динамо» (Мінськ):  1982

### Особисті
- Найкращий бомбардир розіграшу Кубка європейських чемпіонів:

1983–84